# Agia Triada
Agia Triada (en grec antic Αγία Τριάδα 'Santíssima Trinitat') és un lloc de Creta de la prefectura d'Iràklio, a l'oest de Festos, on s'han trobat restes d'un establiment i diverses tombes.
Va ser una vil·la residencial d'origen minoic, a la qual, a partir del segle xiv aC, se li van incorporar elements micènics.
És de menors dimensions que altres ruïnes de la cultura cretenca, com ara el palau de Cnossos, però la seva importància és que en aquest lloc s'han trobat un gran nombre de tauletes amb escriptura cretenca, anomenada lineal A.
El lloc fou habitat ja al tercer mil·lenni aC. Entre el 2600 aC i el 1700 aC, quan a Festos s'hi va construir el Palau Vell, es van construir alguns edificis a la zona de la futura vila reial d'Aghia Triada. La vila reial es va construir cap a l'any 1600 aC i va ser destruïda poc més de cent anys després. Es va erigir un mègaron grandiós d'estil micènic entre les seves ruïnes al segle XIV aC i va existir fins al segle xi aC; un establiment amb un pòrtic (àgora o plaça del mercat) va sorgir al nord de la vila. Al segle viii aC (període geomètric) era un lloc de culte; al període hel·lenístic (segles IV a I aC), s'hi va fundar un petit santuari dedicat a Zeus Velkanos.
La vila reial consisteix en dues parts, i presenta les característiques dels palaus de Cnossos i Festos, però és més petita. Té cambres amb politires, claraboies, altars, magatzems, llocs de treball, escales, patis, terrasses, balcons i carrers pavimentats. El mègaron de tipus micènic, construït al seu damunt, és contemporani del pòrtic.
La ciutat i l'àgora es troben al nord-est de la vila reial o petit palau, i pertanyen al període micènic. Darrere el pòrtic de l'àgora, hi ha vuit sales espaioses, i l'establiment micènic se situa a la seva part occidental.
El cementiri inclou dues tombes del minoic antic (tipus tolos), amb complexes sales funeràries, construïdes entre els anys 3000 a 2300 aC. També inclou cambres i tombes del període minoic tardà (segle XIV aC). Els enterraments es feien en larnaxs (sarcòfags). Una espècie de larnax de pedra, conegut com el sarcòfag d'Agia Triada, es va trobar en aquest cementiri.
Una església romana d'Orient (Sant Jordi Galatas), decorada amb esplèndids murals, es troba al pati de la vila reial. Una església dedicada també a sant Jordi es va construir al segle xiv, sota els venecians.
Aghia Triada es va explorar l'any 1902, durant les excavacions a Festos. Les excavacions del lloc van començar el 1903 i van durar fins al 1914. Modernament, s'han fet noves excavacions dirigides per l'escola arqueològica italiana d'Atenes dirigida per Vicenzo La Rosa. La vila ha estat protegida i altres monuments s'han restaurat.

## Sarcòfag d'Agia Triada
A Agia Triada, es va trobar un sarcòfag amb pintures que donen una idea sobre la religió dels antics cretencs. Aquest sarcòfag, decorat al fresc, té quatre cares. Les dues cares principals en mostren escenes rituals i, en les laterals, hi ha la parella de difunts pujada en un carro tirat en un cas per cavalls i en l'altre per un grifó.
A la cara A (la que es veu a la imatge) apareixen dues escenes en el mateix espai compositiu:
- Escena amb fons blau: apareixen tres homes portant ofrenes. Dos en porten animals a sacrificar i un tercer porta el que sembla un vaixell (maqueta potser). Porten al davant una figura que ha donat lloc a múltiples interpretacions, dient que pot ser un sacerdot, un déu, o fins i tot una estàtua per la seva rigidesa, i darrere d'aquesta figura es troba l'arbre de la vida.
- Escena amb fons blanc: hi apareixen tres portadores amb riton, les quals faran libacions que contenen segurament vi o cervesa, en un gran calder situat entre dos arbres acabats en destrals dobles (labris).

A la cara B, hi ha un ritual de sacrifici d'un toro i una escena processional.
També van ser trobats els vasos anomenats got del príncep i got dels segadors. En el primer, es mostren tres personatges situats davant d'un altre que empunya un ceptre, cosa que li dona un aspecte de comandament. El segon conté les imatges de diversos treballadors del camp que van caminant amb les eines de conreu. Cal assenyalar que, en aquest got, es vol donar sensació de profunditat en posar unes figures davant d'altres.